# Bellou
Bellou és un antic municipi francès situat al departament de Calvados i a la regió de Normandia. L'any 2018 tenia 135 habitants. Des del 1r de gener de 2016 es va integrar com municipi delegat en el municipi nou de Livarot-Pays-d'Auge que en reunir vint-i-dos antics municipis, és el més gros de tots els municipis nous.

## Demografia
El 2007 la població de fet era de 152 persones. Hi havia 85 habitatges, 59 habitatges principals, 22 segones residències i 5 desocupats. Hi havia 60 famílies. La població ha evolucionat segons el següent gràfic:
Habitants censats

## Economia
El 2007 la població en edat de treballar era de 90 persones, 64 eren actives i 26 eren inactives. De les 64 persones actives 62 estaven ocupades (37 homes i 25 dones) i 2 estaven aturades (2 dones i 2 dones). De les 26 persones inactives 10 estaven jubilades, 5 estaven estudiant i 11 estaven classificades com a «altres inactius».

### Activitats econòmiques
Dels 11 establiments que hi havia el 2007, 1 era d'una empresa extractiva, 2 d'empreses alimentàries, 1 d'una empresa de construcció, 1 d'una empresa d'informació i comunicació, 2 d'empreses financeres, 2 d'empreses de serveis i 2 d'empreses classificades com a «altres activitats de serveis».
L'any 2000 hi havia 10 explotacions agrícoles que conreven un total de 680 hectàrees.